# Omicidio (ordinamento italiano)
Nel diritto penale italiano, per omicidio s'intende la morte di una persona causata da un'altra persona con dolo, colpa o preterintenzione.

## Interesse tutelato
L'interesse tutelato è la vita umana: pertanto non si avrà omicidio se l'oggetto della azione lesiva non era vivo al momento del fatto. Tale fattispecie ricorrerà invece nel caso di uccisione di persona viva ancorché non vitale (ex arg. art. 2 Costituzione italiana).

## Elemento oggettivo
Per integrare l'omicidio è sufficiente che un soggetto provochi in qualsiasi modo la morte di un essere umano. Il nesso di causalità, in altre parole, ha una funzione tipizzante e non ascrittiva. Presenta alcune difficoltà la definizione del termine morte: per sostanziare questo concetto ci si riferisce alla scienza della medicina forense, depositaria del compito di descrivere quando un essere umano non possa più descriversi come vivo. Generalmente ci si riferisce all'analisi delle funzionalità cerebrali, ma non mancano riferimenti al monitoraggio dell'attività cardiocircolatoria. Altro problema è stabilire quando un essere umano sia nato: nell'ordinamento italiano, l'arresto dello sviluppo dell'embrione, secondo buona parte della dottrina, non costituisce omicidio, bensì semmai è incriminata dalle leggi sull'aborto. Anche qui soccorre la scienza medico-legale, che per lo più richiama l'avvenimento delle doglie come momento iniziale di vita autonoma rispetto a quella della madre.
Importante, inoltre, è ricordare che molto spesso l'evento-morte costituisce un'aggravante di molti reati diversi dall'omicidio, pur se la morte di un uomo ne costituisce elemento costitutivo.

## Elemento soggettivo
Il Codice penale italiano prevede diverse specie di omicidio, catalogate in base all'elemento soggettivo:
- L'omicidio doloso o volontario è l'omicidio compiuto con dolo. È previsto dall'art. 575 c.p. Non presenta particolari problemi interpretativi al di là di quanto si può dire per il dolo in generale, tant'è che la figura stessa del dolo nella parte generale del codice risente proprio delle elaborazioni dottrinali in materia d'omicidio.
- L'omicidio preterintenzionale, previsto dall'art. 584, si verifica allorché «chiunque con atti diretti a commettere uno dei delitti preveduti dagli art. 581 e 582, cagiona la morte di un uomo». L'evento morte non è dunque voluto dall'agente, che intendeva solo percuotere o ledere la vittima. Questa specie di omicidio costituisce uno dei campi di dibattito più vivi all'interno dei reati contro la persona. I termini delle questioni girano attorno alla disciplina della preterintenzione, tipico istituto della cosiddetta generalprevenzione. Per aversi tale tipo di omicidio secondo alcuni è necessario il mero nesso causale tra la percossa (o la lesione) e l'evento morte, secondo altri è invece necessario che l'evento morte sia quantomeno imputabile all'agente a titolo di colpa. Discussioni vive suscita anche la problematica dell'atteggiarsi delle lesioni o delle percosse: è necessario che esse siano consumate, o basta il loro tentativo?

- L'omicidio colposo, previsto dall'art. 589 c.p., si verifica quando qualcuno per colpa cagiona la morte di un uomo. Anche qui, come nei casi precedenti, per spiegare la fattispecie, è in teoria sufficiente applicare la disciplina generale della colpa alla fattispecie oggettiva.

Le diverse tipologie di omicidio, sezionate in base all'elemento soggettivo, hanno discipline diverse in materia di attenuanti, concorso e aggravanti. Si vedano, per l'omicidio doloso gli art. 576 e 577; per l'omicidio colposo i capoversi dell'articolo di sede e, infine, per l'omicidio preterintenzionale l'articolo 585.